# Pòl·lux (muntanya)
El Pòl·lux és una muntanya de 4.092 metres que es troba entre les regions de la Vall d'Aosta a Itàlia i Valais a Suïssa.

## Alçada
L'alçada d'aquesta muntanya apareix diferent segons la cartografia utilitzada. A la llista oficial dels quatremils dels Alps, publicada per la UIAA en el butlletí número 145, el març de 1994, indica que segons la cartografia suïssa més recent, la seva cota és de 4.092 m i, segons la igualment recent italiana és de 4.091 m. En el llibre Cuatromiles de los Alpes por rutas normales, Richard Goedecke indica els mateixos 4.092 m de la cartografia suïssa.